# Kannalli, Mandya
Kannalli là một làng thuộc tehsil Mandya, huyện Mandya, bang Karnataka, Ấn Độ.